# Roger Nixon
Roger Nixon   (Tulare, 8 d'agost de 1921 - Burlingame, 13 d'octubre de 2009) va ser un compositor, músic i professor de música nord - americà. Va escriure més de 60 composicions per a orquestra, banda, cor i òpera. Nixon va rebre múltiples premis i honors per les seves obres, moltes de les quals contenen una sensació dels ritmes i danses dels primers colons del seu estat natal de Califòrnia.

## Biografia
Nixon va néixer i va créixer a les ciutats de Califòrnia, Central Valley, a Tulare i Modesto. Nixon va assistir al "Modesto Junior College" del 1938 al 1940, on va estudiar clarinet amb Frank Mancini, anteriorment de la banda de John Philip Sousa. Va continuar els seus estudis a la "UC Berkeley", especialitzant-se en composició i rebent el títol de llicenciat en arts el 1941. Els seus estudis van ser interromputs per gairebé quatre anys de servei actiu a la Marina durant la Segona Guerra Mundial, servint com a comandant d'un LCMR a l'Atlàntic.
Després de la guerra, Nixon va tornar a la UC Berkeley, primer va obtenir un títol de màster i més tard un doctorat. El seu professor principal va ser Roger Sessions. També va estudiar amb Arthur Bliss, Ernest Bloch, Charles Cushing i Frederick Jacobi. L'estiu de 1948 va estudiar en privat amb Arnold Schönberg.
De 1951 a 1959, Nixon va formar part de la facultat de música del "Modesto Junior College". Després va ser nomenat professor de la Facultat del "San Francisco State College", actual Universitat de l'Estat de San Francisco, el 1960 i va començar una llarga associació amb la banda simfònica, que va estrenar moltes de les seves obres. La majoria de les obres de Nixon són per a banda, però també ha compost per a orquestra, conjunts de cambra, piano sol, conjunts corals, a més de cicles de cançons i una òpera. La seva obra més popular i interpretada és Fiesta del Pacifico, una peça per a banda de concerts.
Nixon va rebre diversos premis, inclosos un "Premi Phelan", el Premi Memorial Neil A. Kjos i cinc beques de la "National Endowment for the Arts". Va ser elegit a l'"American Bandmasters Association" el 1973, el mateix any que va guanyar el "premi Ostwald" de l'associació per la seva composició Festival Fanfare March. El 1997, Nixon va ser premiat per la "Texas Bandmasters Association" com a compositor nord-americà Heritage. A la seva mort, va ser professor emèrit de música a la Universitat Estatal de San Francisco.
Entre els seus estudiants de la Universitat Estatal de San Francisco hi havia Kent Nagano.
Nixon va morir el 13 d'octubre de 2009 a causa de complicacions de leucèmia a l'Hospital de la Península Mills a Burlingame, Califòrnia.